# Liên hoan phim Cannes 2010
Liên hoan phim Cannes lần thứ 63 được tổ chức từ ngày 12 tới ngày 23 tháng 5 năm 2010 ở Cannes, Pháp. Liên hoan phim Cannes thành lập từ năm 1946, được chào đón như một trong các liên hoan phim được công nhận và có uy tín nhất thế giới. Liên hoan này quy tụ các phim tranh giải và không tranh giải được chiếu trong thời gian liên hoan. Giải Cành cọ vàng năm 2010 đã được trao cho phim Uncle Boonmee Who Can Recall His Past Lives, một phim của Thái Lan do Apichatpong Weerasethakul đạo diễn. Ban giám khảo các phim tranh giải quốc tế năm 2010 gồm các đạo diễn, diễn viên, tác giả kịch bản, các nhà soạn nhạc như Kate Beckinsale, Emmanuel Carrère, Benicio del Toro và Alexandre Desplat, do đạo diễn điện ảnh người Mỹ Tim Burton làm chủ tịch.
Các thể loại phim tranh giải khác có các ban giám khảo riêng, như thể loại phim ngắn, Un Certain Regard vv...
Phim Robin Hood của Ridley Scott được chiếu trong buổi khai mạc và phim The Tree của Julie Berttucelli được chiếu buổi bế mạc liên hoan. Danh mục đầy đủ các phim tham gia liên hoan này được công bố ngày 15.4.2010. Lần đầu tiên kể từ năm 2006, không có một phim, diễn viên hay đạo diễn Hoa Kỳ nào đoạt giải.
Các hãng thông tấn Agence France-Presse (AFP), Reuters, Associated Press và Getty TV đã tẩy chay buổi họp báo công bố danh mục phim tham gia liên hoan, do cuộc tranh cãi ầm ĩ về quyền đi trên tấm thảm đỏ. Trong một cuộc họp báo, các hãng thông tấn trên nói rằng họ "buộc phải đình chỉ việc hiện diện của mình tại Liên hoan phim này" nếu không đạt tới một thỏa thuận. Các ngày trước khi khai mạc liên hoan, đã có các băn khoăn lo lắng là các người tham dự có thể bị chậm trễ, hoặc không thể đến dự, vì các máy bay tới các khu vực chung quanh Pháp bị chậm trễ hoặc hủy bỏ do tình trạng tro núi lửa Eyjafjallajökull của Iceland phun ra.

## Các phim tham gia
|          | Tên tiếng Anh | Tên gốc    | Đạo diễn          | Nước   |
| -------- | ------------- | ---------- | ----------------- | ------ |
| Khai mạc | Robin Hood    | Robin Hood | Ridley Scott      | Hoa Kỳ |
| Bế mạc   | The Tree      | The Tree   | Julie Bertuccelli | Úc     |

## Giải cành cọ vàng

### Phim đoạt gìải
Phim Uncle Boonmee Who Can Recall His Past Lives của Thái Lan do Apichatpong Weerasethakul đạo diễn đã đoạt giải Cành cọ vàng. Đây là lần đầu tiên một phim châu Á đoạt giải này kể từ năm 1997. Tim Burton, chủ tịch Ban giám khảo đã nói về quyết định của họ: "Quý vị luôn mong muốn được các phim làm cho ngạc nhiên, và phim này đã làm điều đó cho phần lớn chúng ta." Phim Of Gods and Men của Pháp là phim đoạt giải nhì. Phim do Xavier Beauvois đạo diễn đã từng được coi là phim được trông đợi là sẽ đoạt giải Cành cọ vàng, cùng với phim Another Year của Mike Leigh. Trong buổi lễ, người ta đã chú ý đặc biệt tới đạo diễn người Iran Jafar Panahi với hy vọng là áp lực quốc tế gia tăng sẽ khiến cho chính phủ Iran phải thả ông ra khỏi nhà tù.

### Các phim tranh giải Cành cọ vàng
Các phim sau đây dự tranh giải Cành cọ vàng.
| Tên tiếng Anh                               | Tên gốc                                     | Đạo diễn                    | Nước       |
| ------------------------------------------- | ------------------------------------------- | --------------------------- | ---------- |
| On Tour                                     | Tournée                                     | Mathieu Amalric             | Pháp       |
| Of Gods and Men                             | Des hommes et des dieux                     | Xavier Beauvois             | Pháp       |
| Outside the Law                             | Hors-la-loi                                 | Rachid Bouchareb            | Algérie    |
| Biutiful                                    | Biutiful                                    | Alejandro González Iñárritu | México     |
| A Screaming Man                             | Un homme qui crie                           | Mahamat-Saleh Haroun        | Pháp       |
| The Housemaid                               | 하녀 Ha-nyeo                                | Im Sang-soo                 | Hàn Quốc   |
| Certified Copy                              | Copie conforme                              | Abbas Kiarostami            | Pháp       |
| Outrage                                     | アウトレイジ                                | Takeshi Kitano              | Nhật Bản   |
| Poetry                                      | 시 Shi                                      | Lee Chang-dong              | Hàn Quốc   |
| Another Year                                | —                                           | Mike Leigh                  | Anh Quốc   |
| Fair Game                                   | —                                           | Doug Liman                  | Hoa Kỳ     |
| Route Irish                                 | —                                           | Ken Loach                   | Anh Quốc   |
| My Joy                                      | Счастье моё                                 | Sergei Loznitsa             | Ukraina    |
| Our Life                                    | La nostra vita                              | Daniele Luchetti            | Ý          |
| Burnt by the Sun 2                          | Утомлённые солнцем 2, Utomlyonnye solncem 2 | Nikita Mikhalkov            | Nga        |
| Tender Son – The Frankenstein Project       | SZELÍD TEREMTÉS – A Frankenstein Terv       | Kornél Mundruczó            | Hungary    |
| The Princess of Montpensier                 | La princesse de Montpensier                 | Bertrand Tavernier          | Pháp       |
| Chongqing Blues                             | 日照重慶                                    | Wang Xiaoshuai              | Trung Quốc |
| Uncle Boonmee Who Can Recall His Past Lives | ลุงบุญมีระลึกชาติ                                | Apichatpong Weerasethakul   | Thái Lan   |

## Thể loại Un Certain Regard
Các phim sau đây được chiếu trong thể loại Un Certain Regard.
| Tên tiếng Anh                | Tên gốc                          | Đạo diễn                 | Nước                |
| ---------------------------- | -------------------------------- | ------------------------ | ------------------- |
| Adrienn Pál                  | Pál Adrienn                      | Ágnes Kocsis             | Hungary             |
| Aurora                       | Aurora                           | Cristi Puiu              | România             |
| Blue Valentine               | Blue Valentine                   | Derek Cianfrance         | Hoa Kỳ              |
| Chatroom                     | —                                | Hideo Nakata             | Nhật Bản / Anh Quốc |
| The City Below               | Unter dir die Stadt              | Christoph Hochhäusler    | Đức                 |
| Socialism                    | Film Socialisme                  | Jean-Luc Godard          | Pháp                |
| Ha Ha Ha                     | 하하하                           | Hong Sang-soo            | Hàn Quốc            |
| I Wish I Know                | Hai Shang Chuan Qi               | Jia Zhangke              | Trung Quốc          |
| Love, Imagined.              | Les amours imaginaires           | Xavier Dolan             | Canada              |
| Life Above All               | Life Above All                   | Oliver Schmitz           | Nam Phi             |
| The Lips                     | Los labios                       | Iván Fund, Santiago Loza | Argentina           |
| October                      | Octubre                          | Daniel Vega, Diego Vega  | Perú                |
| —                            | Qu'est-il Arrivé à Simon Werner? | Fabrice Gobert           | Pháp                |
| Rebecca H.                   | —                                | Lodge Kerrigan           | Pháp                |
| R U There                    | —                                | David Verbeek            | Hà Lan / Đài Loan   |
| The Strange Case of Angelica | O estranho caso de Angélica      | Manoel de Oliveira       | Bồ Đào Nha          |
| Tuesday, After Christmas     | Marţi, după Crăciun              | Radu Muntean             | România             |
| Udaan                        | Udaan                            | Vikramaditya Motwane     | Ấn Độ               |
| —                            | Carancho                         | Pablo Trapero            | Argentina           |

## Các phim không tranh giải
Các phim sau đây được chiếu nhưng không tranh giải.
| Tên tiếng Anh                      | Tên gốc | Đạo diễn       | Nước     |
| ---------------------------------- | ------- | -------------- | -------- |
| Robin Hood                         | —       | Ridley Scott   | Hoa Kỳ   |
| You Will Meet A Tall Dark Stranger | —       | Woody Allen    | Hoa Kỳ   |
| Tamara Drewe                       | —       | Stephen Frears | Anh Quốc |
| Wall Street: Money Never Sleeps    | —       | Oliver Stone   | Hoa Kỳ   |

## Các phim ngắn
Các phim sau đây tranh giải Cành cọ vàng Phim ngắn.
| Tên tiếng Anh     | Tên gốc            | Đạo diễn               | Country   |
| ----------------- | ------------------ | ---------------------- | --------- |
| Barking Island    | Chienne d'histoire | Serge Avédikian        | Pháp      |
| First Aid         | Ezra rishona       | Yarden Karmin          | Israel    |
| Station           | Estação            | Marcia Faria           | Brasil    |
| Muscles           | —                  | Edward Housden         | Úc        |
| Bathing Micky     | Micky bader        | Frida Kempff           | Thụy Điển |
| To Swallow a Toad |                    | Jurģis Krāsons         | Latvia    |
| —                 | Rosa               | Monica Lairana         | Argentina |
| —                 | Maya               | Pedro Pío Martín Pérez | Cuba      |
| Blocks            | Blokes             | Marialy Rivas          | Chile     |

## Các ban giám khảo
| - Tim Burton, đạo diễn người Mỹ (chủ tịch) - Alberto Barbera, nhà quay phim người Ý - Kate Beckinsale, nữ diễn viên người Anh - Emmanuel Carrère, người viết kịch bản kiêm đạo diễn người Pháp - Benicio del Toro, diễn viên người Puerto Rico - Alexandre Desplat, nhà soạn nhạc người Pháp - Victor Erice, đạo diễn người Tây Ban Nha - Shekhar Kapur, đạo diễn người Ấn Độ - Giovanna Mezzogiorno, nữ diễn viên người Ý | - Atom Egoyan, đạo diễn người Canada (chủ tịch) - Emmanuelle Devos, nữ diễn viên người Pháp - Carlos Diegues, đạo diễn người Brasil - Dinara Droukarova, nữ diễn viên người Nga - Marc Recha, đạo diễn người Tây Ban Nha | - Claire Denis, đạo diễn người Pháp (chủ tịch) - Patrick Ferla, nhà báo người Thụy Sĩ - Kim Dong-Ho, đạo diễn người Hàn Quốc của Liên hoan phim Pusan - Helena Lindblad, nhà phê bình phim người Thụy Điển - Serge Toubiana, tổng giám đốc Cinémathèque Française |

## Các giải thưởng
Các phim và nggười đoạt giải Liên hoan phim Cannes 2010:
- Cành cọ vàng – Uncle Boonmee Who Can Recall His Past Lives của Apichatpong Weerasethakul
- Giải thưởng lớn –  Of Gods and Men của Xavier Beauvois
- Đạo diễn xuất sắc nhất – Mathieu Amalric phim On Tour
- Kịch bản xuất sắc nhất – Poetry của Lee Chang-dong
- Giải của Ban giám khảo – A Screaming Man của Mahamat-Saleh Haroun
- Nữ diễn viên chính xuất sắc nhất – Juliette Binoche phim Certified Copy
- Nam diễn viên xuất sắc nhất
  - Javier Bardem phim Biutiful
  - Elio Germano phim Our Life
- Phim ngắn – Barking Island của Serge Avédikian
- Giải của Ban giám khảo cho phim ngắn – Bathing Micky của Frida Kempff
- Prix Un Certain Regard – Ha Ha Ha của Hong Sang-soo
- Un Certain Regard – Giải của Ban giám khảo – October của Daniel Vega, Diego Vega
- Nữ diễn viên xuất sắc nhất, thể loại Un Certain Regard – Adela Sanchez, Eva Bianco, Victoria Raposo phim The Lips
- Cinéfondation
  - Giải nhất – The Painting Sellers của Juho Kuosmanen
  - Giải nhì – Anywhere Out of the World của Vincent Cardona
  - Giải ba – The Fifth Column của Vatche Boulghourjian và I Already am Everything I Want to Have của Dane Komljenk
- Máy quay phim vàng – Ano Bisiesto của Michael Rowe